# Kämmereigebäude

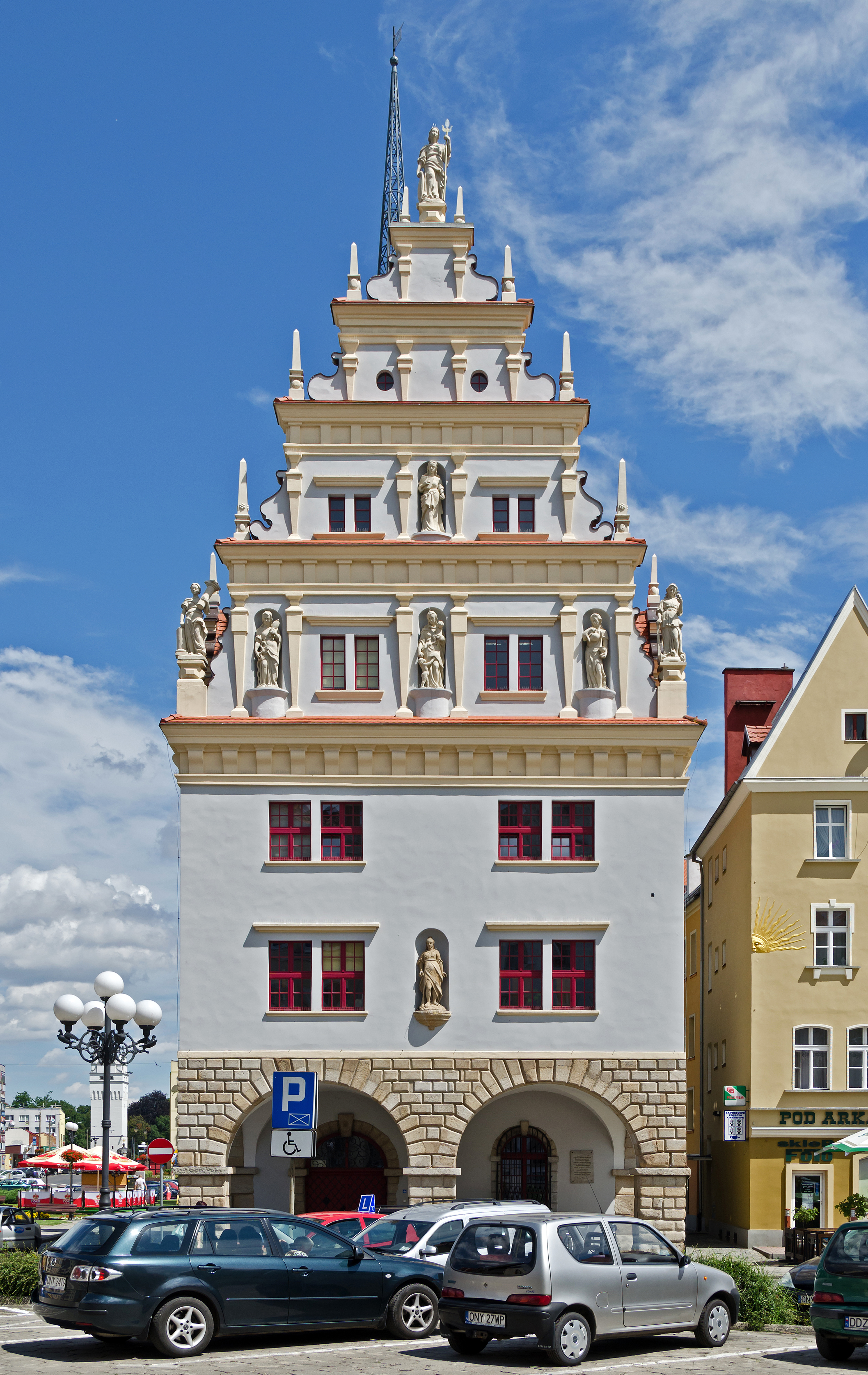
Kämmereigebäude (2014)

Das später als Kämmereigebäude bezeichnete Gebäude wurde 1604 als Waagehaus (auch Haus der Stadtwaage; polnisch Dom Wagi Miejskiej) im fürstbischöflichen Neisse vollendet. Es liegt an der Südseite des Neisser Rings und gehört zu den kunsthistorisch wertvollsten Gebäuden der Stadt Nysa (deutsch Neisse). 1964 wurde es als Dom Wagi Miejskiej unter Denkmalschutz gestellt.

## Geschichte
Das Gebäude wurde 1602–1604 durch den Breslauer Fürstbischof Johann VI. von Sitsch im Stil der Spätrenaissance an der Stelle einer abgetragenen Markthalle errichtet. Während des Vierten Koalitionskrieges wurde es 1807 teilweise zerstört und erst bis 1890 durch Heinrich Irmann wieder aufgebaut. Zur Erinnerung an die Zerstörung wurde in der Hauptfassade eine Kanonenkugel aus dieser Zeit integriert.
Nach dem Wiederaufbau wurde das Gebäude zunächst von der Kämmereikasse genutzt, bis 1945 von der ortsansässigen Spar- und Girokasse. In den Arkaden stand eine hölzerne Stadtwaage. Diese wurde wegen Baufälligkeit im Sommer 1939 entfernt.
Im Zweiten Weltkrieg wurde das Gebäude während des Artilleriebeschusses durch die Rote Armee im März 1945 nicht zerstört. Erst kurze Zeit später fiel die Hauptfassade durch Brandstiftung der Soldaten in sich zusammen. Lediglich das Erdgeschoss und Teile der rückwärtigen und seitlichen Hauswände blieben stehen.
Nach dem Übergang Schlesiens nach Kriegsende 1945 an Polen wurde 1949 mit dem Wiederaufbau des Kämmereigebäudes in vereinfachter Form begonnen. Der Giebel wurde zum Teil rekonstruiert, jedoch nicht die aufwändige Wandmalerei wiederhergestellt. 2010–2012 wurden die Fassaden, die erhaltenen Fresken und die skulpturale Dekoration rekonstruiert. Zugleich wurden die Obelisken über den Dachfenstern sowie Obelisken und Skulpturen auf der Oberseite restauriert. Seit 1955 wird das Gebäude durch die städtische Bücherei genutzt.

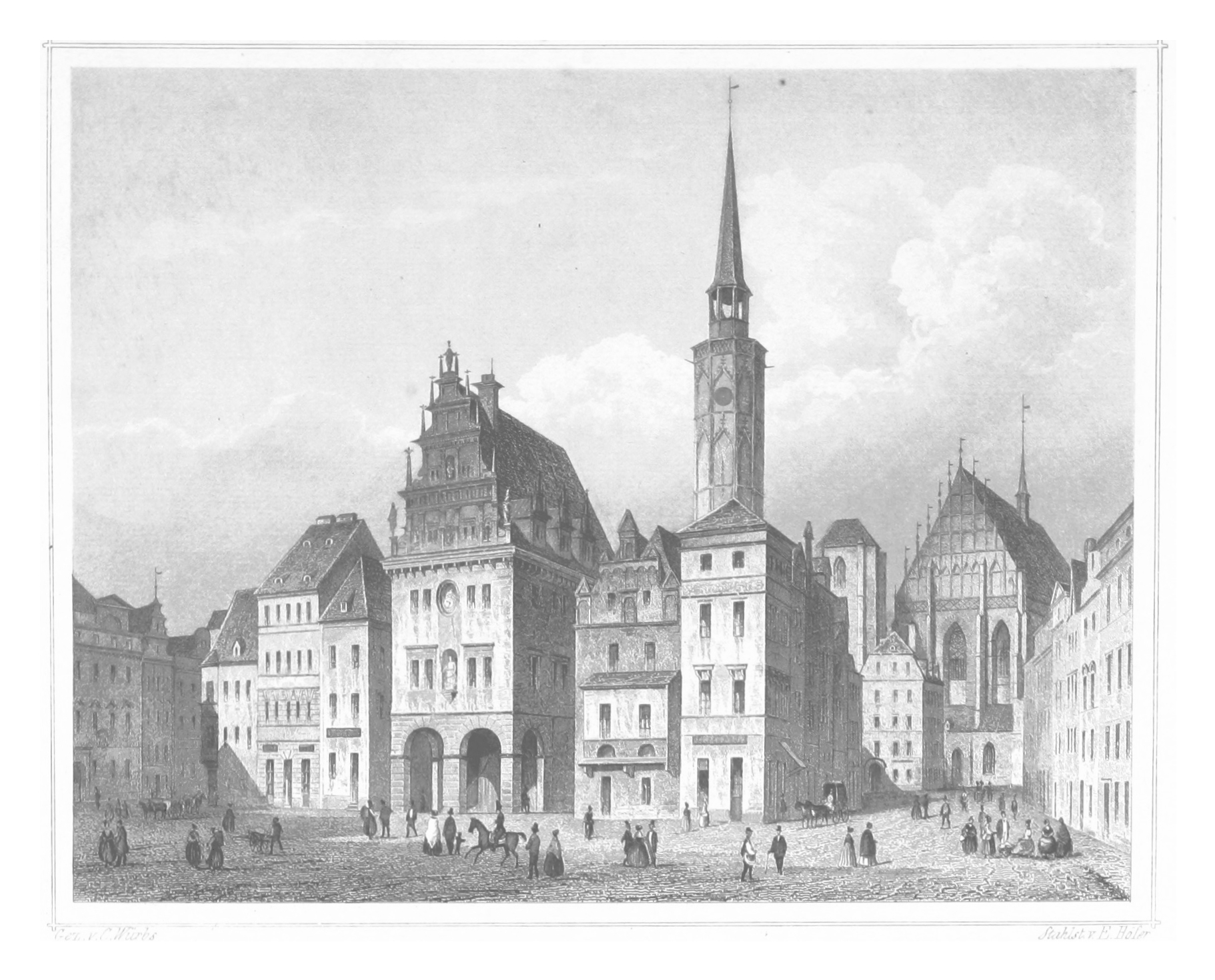
Ring in Neisse um 1850
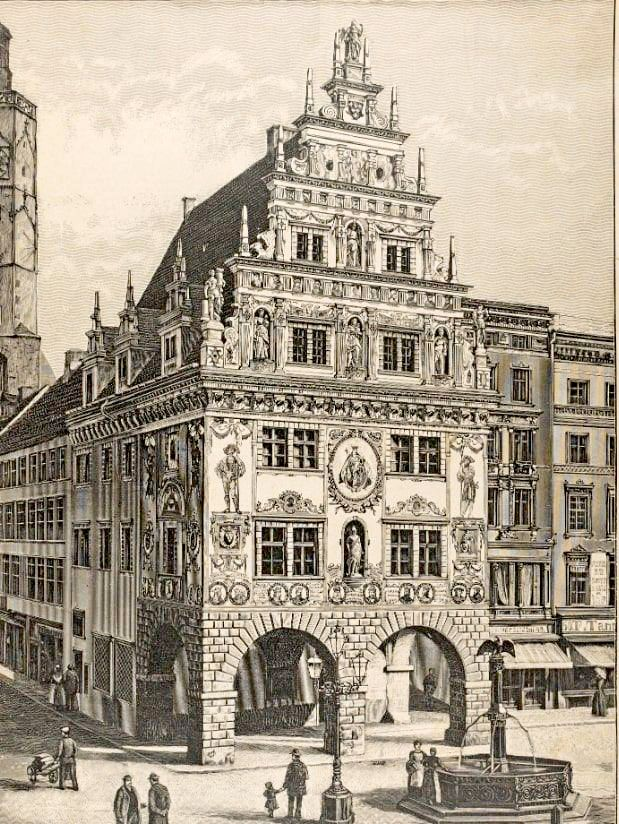
Kämmereigebäude um 1880
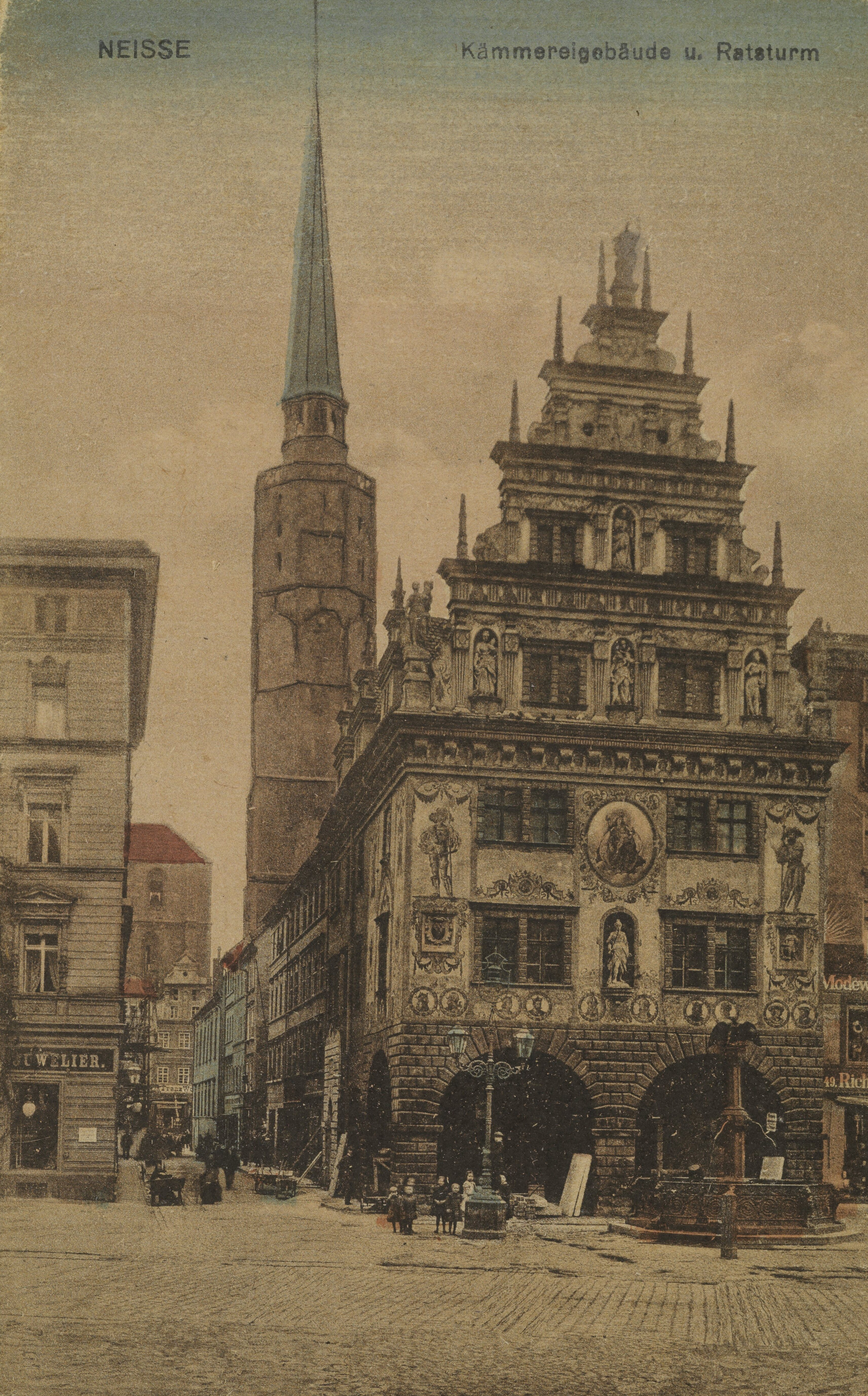
Um 1915
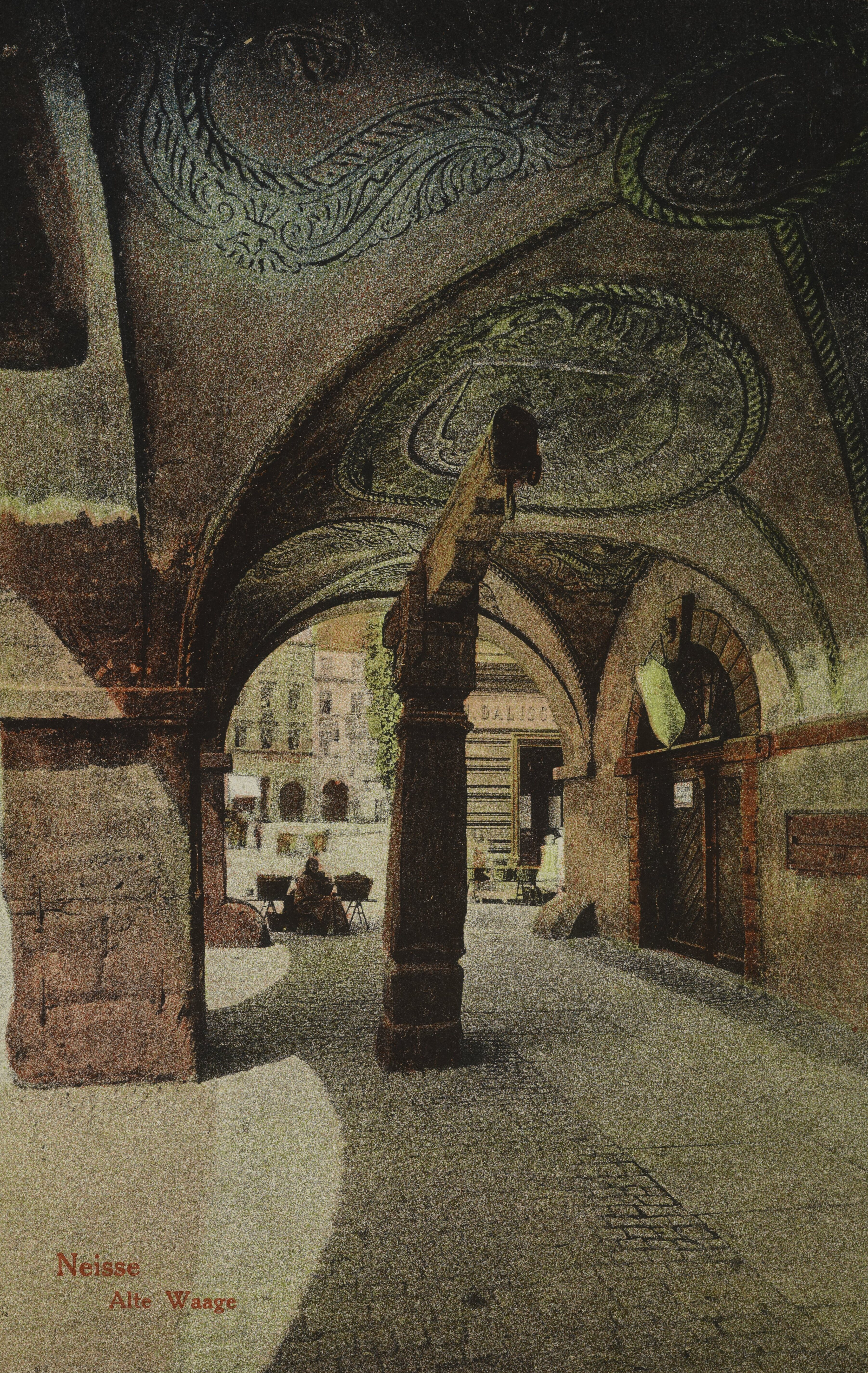
Stadtwaage in den Arkaden
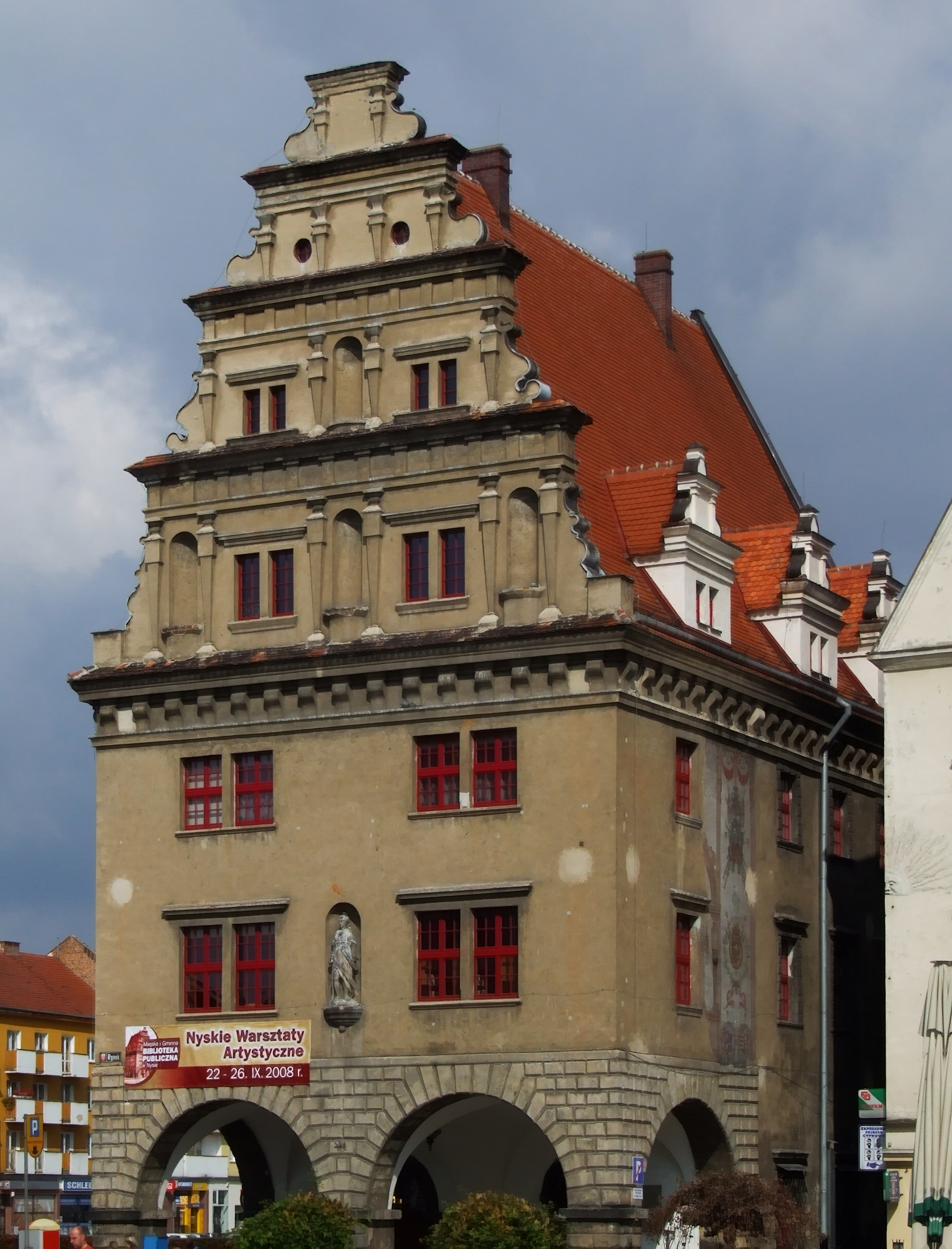
Kämmereigebäude im Jahr 2008

## Architektur und Ausstattung
Das zweigeschossige Gebäude stammt aus der Zeit der Spätrenaissance. Es zählt zu den größten Werken profaner bürgerlicher Architektur der Neuzeit. Im Erdgeschoss befindet sich eine zweibogige Stirnlaube aus Quadern. Das Gebäude ist 33 m hoch.
Der viergeschossige Giebel mit reichem Fassadenschmuck und zahlreichen Obelisken, Sphingen und Nischenfiguren liegt auf Konsolgesims. Bekrönt wird der Giebel mit der steinernen Figur des Erzengels Michael in Ritterrüstung mit Lanze und Wappenschild. Diese Skulptur soll den Sieg des Guten über das Böse symbolisieren.
Die vormals reiche Fassadenmalerei, die nur zum Teil erhalten geblieben ist, wurde nicht rekonstruiert. Diese ergänzende Malereidekoration umfasste ursprünglich mehrere ideologische Themen. Die zahlreichen Medaillons zeigten deutsche Könige und Kaiser, darunter Friedrich Barbarossa, Karl IV., Sigismund und Karl V. sowie Wappendarstellungen der habsburgischen Landesherren und der Bischöfe von Breslau.

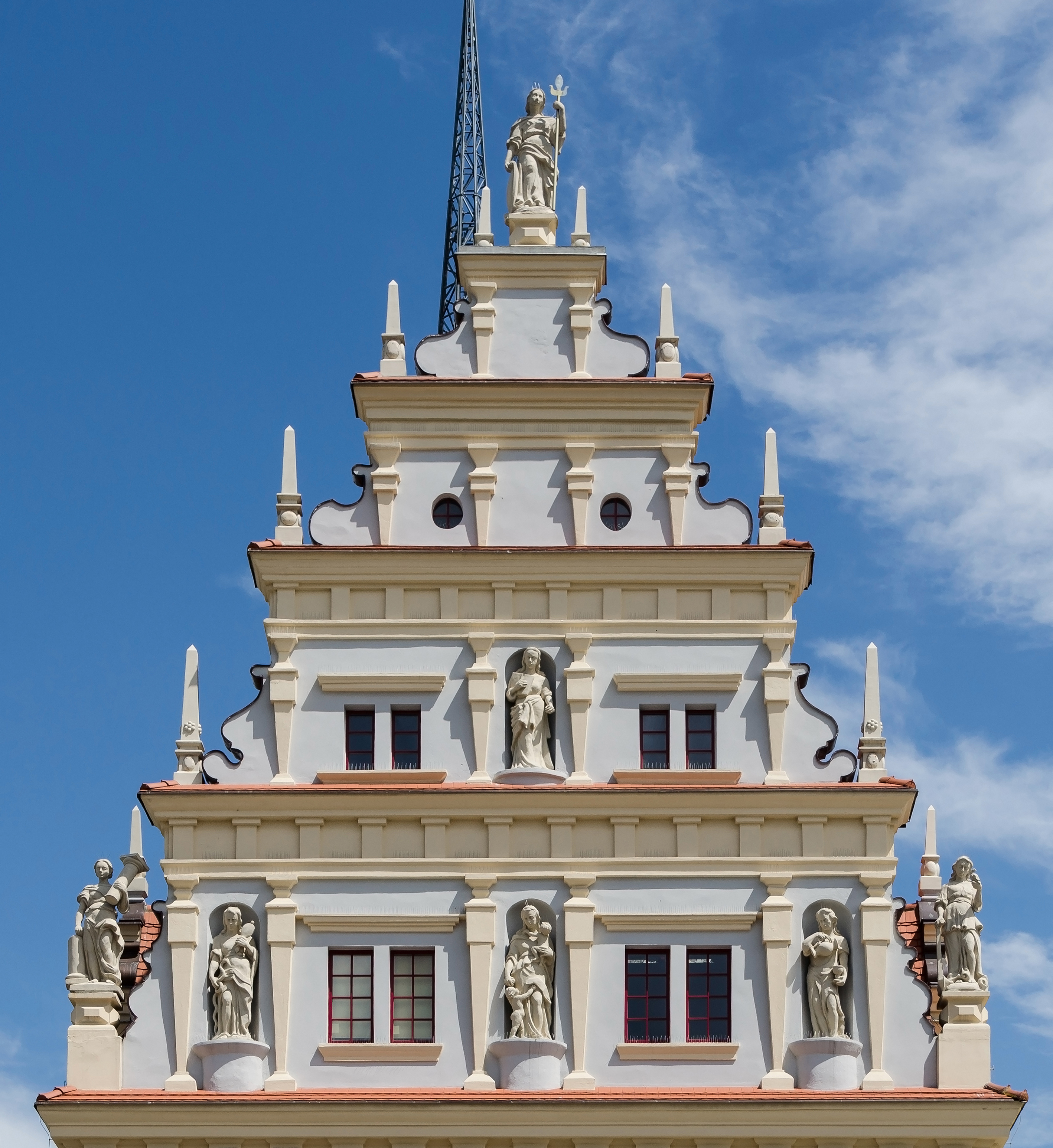
Giebel
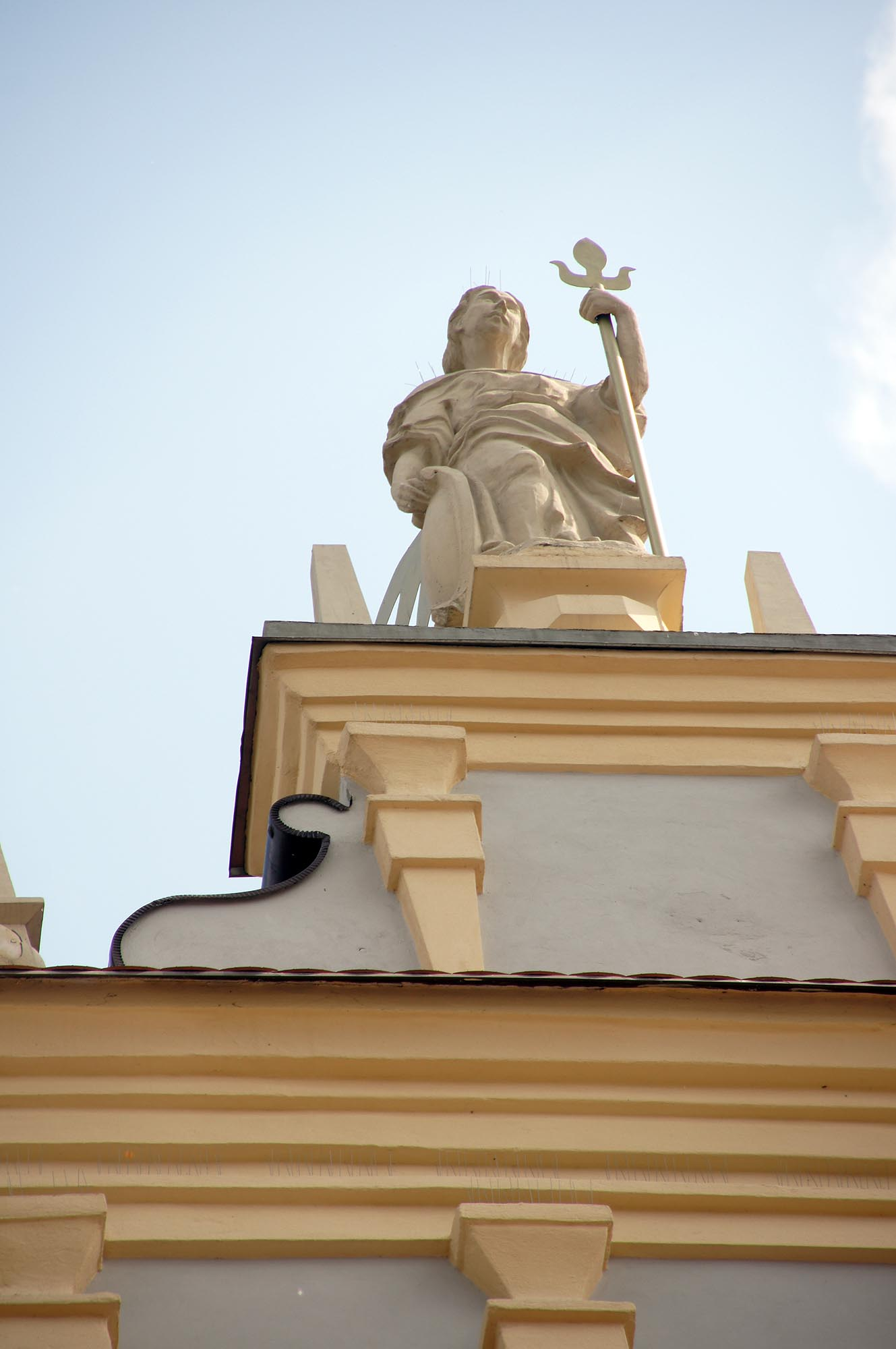
Statue des Erzengels Michael
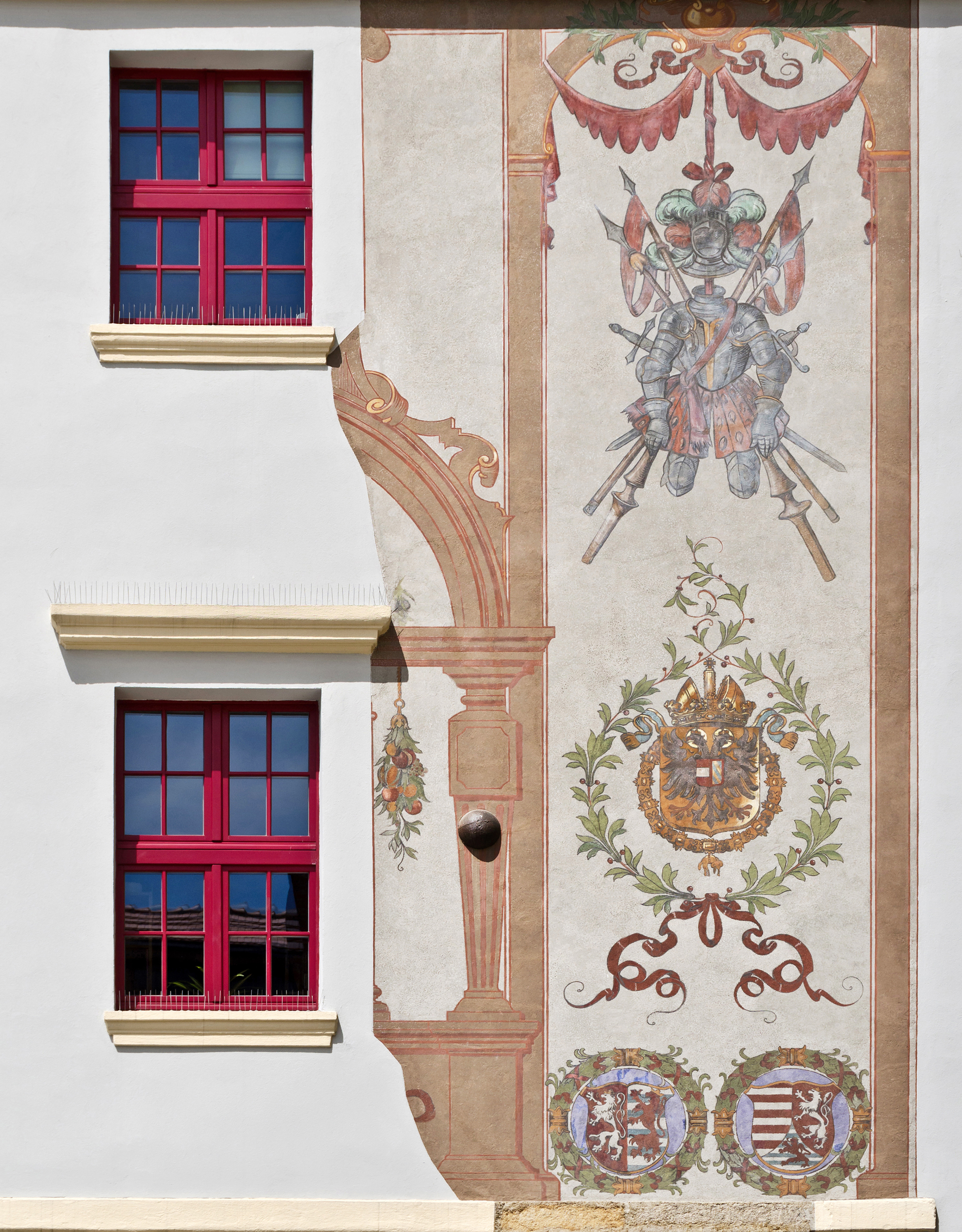
Erhaltene Freskenmalerei
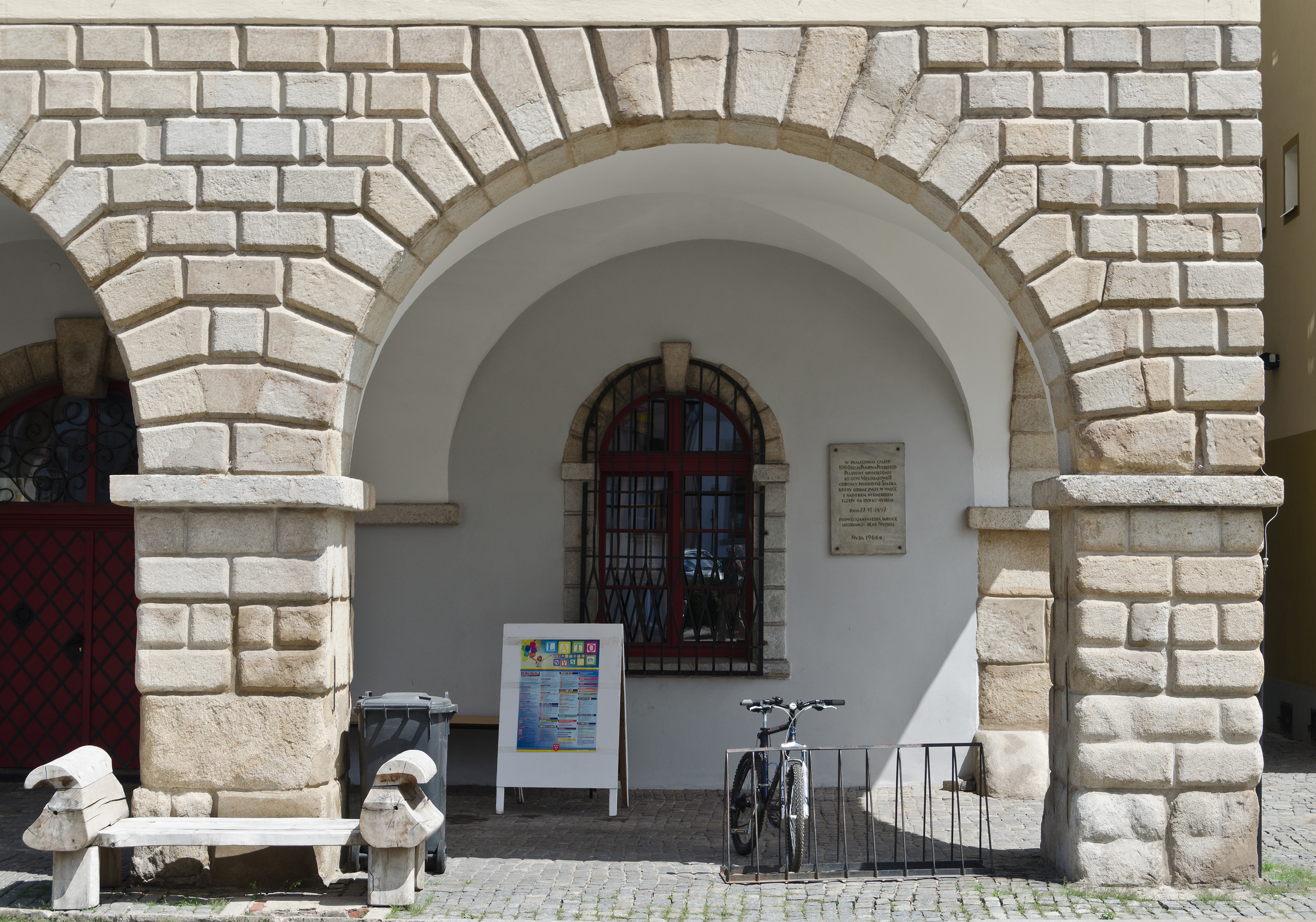
Stirnlaube im Erdgeschoss
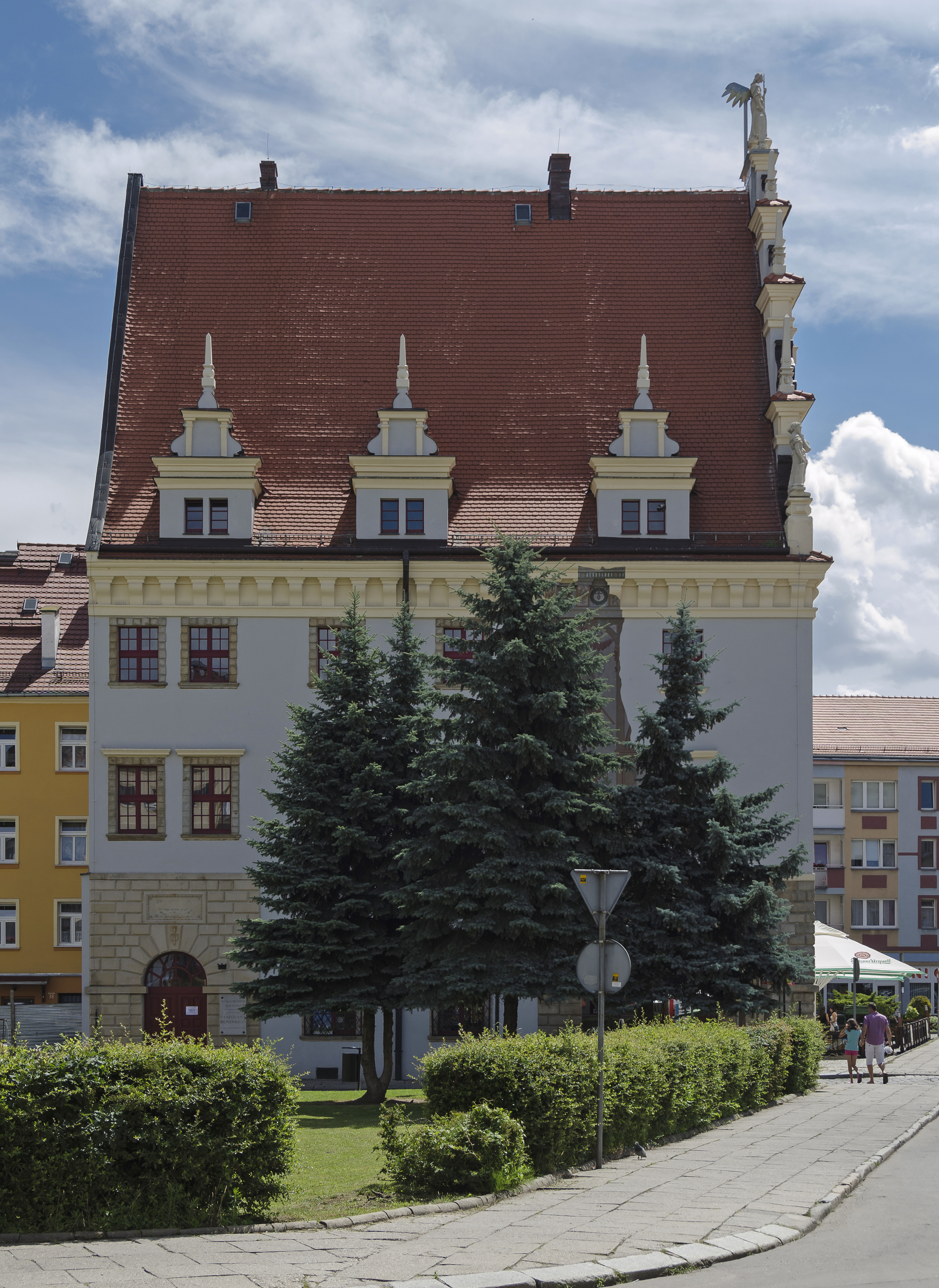
Westseite